# Symphyogynopsis gottscheana
Symphyogynopsis gottscheana är en bladmossart som först beskrevs av Mont. och Christian Gottfried Daniel Nees von Esenbeck, och fick sitt nu gällande namn av Riclef Grolle. Symphyogynopsis gottscheana ingår i släktet Symphyogynopsis och familjen Pallaviciniaceae. Inga underarter finns listade i Catalogue of Life.